# Comuna Mujer
Comuna Mujer, es un programa que brinda asesoramiento jurídico en derecho de familia y atención psicosocial a mujeres, niñas y adolescentes en situación de violencia en Montevideo, Uruguay. En la actualidad, funciona de forma gratuita en 12 locales ubicados en distintos barrios de la ciudad que son articulados por la División Asesoría para la Igualdad de Género de la Intendencia de Montevideo a través de convenios con organizaciones de la sociedad civil.

## Características

### Inicios
En mayo de 1995, se realizó el encuentro "Montevideanas opinan" en el marco de la elaboración de planes quinquenales de los gobiernos descentralizados de Montevideo. La Intendencia respondió a las demandas y necesidades de las vecinas creando, en mayo de 1996, el programa Comuna Mujer. En el comienzo fueron 3 centros barriales ubicados en zonas periféricas de la ciudad. Cada servicio era gestionado por una comisión zonal de mujeres en coordinación con cada municipio. La dirección política-institucional estaba a cargo de la Comisión de la Mujer de la Intendencia, liderada por la asistente social Mariella Mazzotti. Desde sus orígenes, los grupos de mujeres han priorizado servicios de atención jurídica en derecho de familia y servicios psicosociales para mujeres en situación de violencia.

### Objetivos
Los objetivos generales del programa sonː
1. Contribuir a que Montevideo incorpore en sus acciones la promoción de igualdad de oportunidades entre mujeres y hombres, y la equidad de género, para mejorar la calidad de vida de las mujeres, en especial de aquellas que se encuentran en situación de mayor vulnerabilidad social.

2. Garantizar el ejercicio de la ciudadanía de vecinas y vecinos como requisito necesario para una ciudad solidaria, participativa e integrada.

### Servicios
Los servicios son gratuitos. Las consultas que se realizan por primera vez no necesitan coordinación previa, se atienden por orden de llegada. Pero, en caso de necesitar intérprete de señas, debe avisarse con anticipación. 
Personas trans pueden consultar por el cambio de identidad de género en los servicios jurídicos.